# Lista de ilhas antárticas e subantárticas

Mapa da Antártida

Esta é a lista de ilhas antárticas e sub-antárticas. Ilhas antárticas são as ilhas no Oceano Antártico ou nos mares ao redor da Antártida e a sul do Círculo Polar Antártico. Ilhas sub-antárticas são ilhas no Oceano Antártico mais afastadas da Antártida, a norte do Círculo Polar Antártico (66° 33' 38"). De acordo com os termos do Tratado da Antártida, reivindicações de soberania sobre ilhas a sul do paralelo 60° sul não são reconhecidas. Isso inclui todas as ilhas antárticas e algumas das ilhas sub-antárticas.

## Lista das maiores ilhas antárticas (por área)
| 1                                                               | Ilha Alexandre I   | 49.070  | 2976 | 70° 46' S 71° 15' O  |
| 2                                                               | Ilha Berkner       | 43.873  | 975  | 79° 20' S 48° 07' O  |
| 3                                                               | Ilha Thurston      | 15.700  | .    | 72° 10' S 99° O      |
| 4                                                               | Ilha Carney        | 8.500   | .    | 73° 56' S 121° O     |
| 5                                                               | Ilha Roosevelt     | 7.910   | 550  | 79° 17' S 162° O     |
| 6                                                               | Ilha Siple         | 6.390   | 3110 | 73° 44' S 125° 12' O |
| 7                                                               | Ilha Adelaide      | 4.463   | 2317 | 67° 12' S 68° 30' O  |
| 8                                                               | Ilha Spaatz        | 4.100   | .    | 73° S 75° O          |
| 9                                                               | Ilha Bear          | 3.500   | .    | 68° 18' S 67° 06' O  |
| 10                                                              | Ilha Guest1)       | 2.950   | .    | 76° 11' S 67° 04' O  |
| 11                                                              | Ilha James Ross    | 2.598,4 | 1628 | 64° 12' S 57° 45' O  |
| 12                                                              | Ilha Ross          | 2.460   | 3794 | 77° 30' S 167° 45' E |
| 13                                                              | Ilha Anvers        | 2.432   | 2821 | 64° 36' S 63° 30' O  |
| 14                                                              | Ilha Joinville     | 1.607,4 | 765  | 63° 21' S 55° 40' O  |
| 15                                                              | Ilha Charcot       | 1.5002) | .    | 69° 45' S 75° 15' O  |
| 16                                                              | Ilha do Rei George | 1.383,8 | 655  | 62° 23' S 58° 27' O  |
| 17                                                              | Ilha Mill          | 1.258,1 | 326  | 65° 30' S 100° 40' E |
| 18                                                              | Ilha Sherman       | 1.158,6 | 186  | 72° 40' S 99° 45' O  |
| 19                                                              | Ilha Smyley        | 1.0002) | .    | 72° 43' S 78° 33' O  |
| 20                                                              | Ilha Brabant       | 976,8   | 2522 | 64° 15' S 62° 20' O  |
| 21                                                              | Ilha Livingston    | 973,5   | 1700 | 62° 36' S 60° 30' O  |
| 22                                                              | Ilha Grant         | 767,8   | 580  | 74° 28' S 131° 35' O |
| 23                                                              | Ilha Latady        | 7002)   | .    | 70° 45' S 74° 35' O  |
| 24                                                              | Ilha Renaud        | 618,3   | .    | 65° 42' S 66° O      |
| 25                                                              | Ilha Masson        | 585,4   | 471  | 66° 08' S 96° 35' E  |
| 26                                                              | Ilha Elefante      | 557,9   | 852  | 61° 01' S 54° 54' O  |
| 27                                                              | Ilha Rothschild    | 5002)   | .    | 70° 45' S 74° 35' O  |
| 28                                                              | Ilha Hearst        | 5002)   | 365  | 69° 25' S 62° 10' O  |
| 29                                                              | Ilha D'Urville     | 455,3   | 210  | 63° 06' S 56° 15' O  |
| 30                                                              | Ilha Coroação      | 450     | 1278 | 60° 26' S 45° 43' O  |
| 31                                                              | Ilha Sturge        | 437,4   | 945  | 67° 26' S 164° 47' E |
| 1) na verdade, uma península, também chamada de Península Guest |                    |         |      |                      |
| 2) estimativa aproximada a partir de mapas                      |                    |         |      |                      |

## Lista de ilhas sub-antárticas (ao norte do paralelo 60° sul)
- Ilhas Antípodas (49° 40′ 00″ S, 178° 46′ 00″ L (Nova Zelândia)
  - Ilhas Antípodas (49° 41′ 30″ S, 178° 47′ 00″ L) (Nova Zelândia)
  - Ilha Bollons (49° 38′ 42″ S, 178° 49′ 09″ L) (Nova Zelândia)

- Ilhas Auckland (50° 42' S 166° 05' E, Nova Zelândia)
  - Ilha Adams
  - Rochedos Adams
  - Rochedo Amherst
  - Rochedo Archers
  - Ilha Auckland 50° 42' S 166° 05' E
  - Rochedo do Farol
  - Rochedo Blanche
  - Rochedo da Capela
  - Rochedo Column
  - Rochedo Compadre
  - Ilha Davis
  - Ilha Decepção
  - Ilha Dundas
  - Ilha Enderby
  - Ilha Ewing
  - Ilha Fabulosa
  - Figura de Oito I
  - Rochedo das Cinco Irmãs
  - Ilha dos Franceses
  - Ilha Sexta-Feira
  - Ilha Green
  - Rochedo Invercauld
  - Rochedos da Lanterna
  - Ilha Masked
  - Ilha Monumental
  - Ilha Ocean
  - Rochedo do Pilar
  - Rochedos do Pinnacle
  - Ilha Rose
  - Rochedo Shag
  - Ilha Shoe
  - Rochedos Sugarloaf
  - Ilha Yule

- Ilhas Bounty (47° 42' S 179° 04' E) (Nova Zelândia)

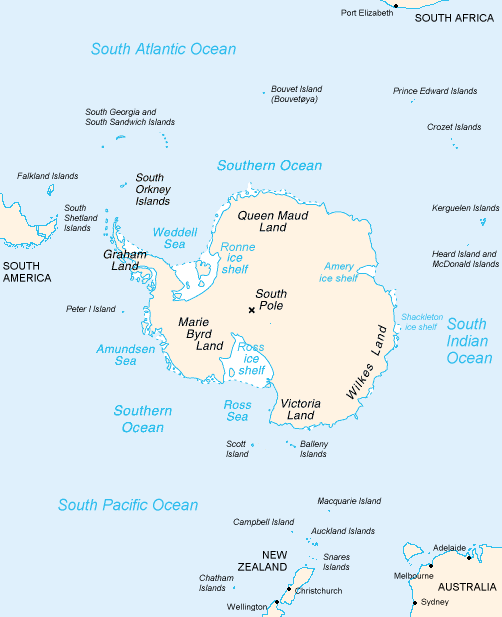
Antártida e ilhas antárticas

- Ilha Bouvet (Bouvetøya) (54° 26' S 3° 24' E) (Noruega)

- Grupo de Ilhas Campbell (Nova Zelândia)
  - Ilha Campbell (52° 32.4' S 169° 8.7' E{{#coordinates:}}: latitude inválida)
  - Ilha Dent (52° 31.15' S 169° 3.75' E{{#coordinates:}}: latitude inválida)
  - Ilha Folly ou Ilhas Folly
  - Ilha Jacquemart (52° 37' S 169° 7.5' E{{#coordinates:}}: longitude inválida)

- Ilhas Crozet (francês: Îles Crozet ou oficialmente Arquipélago Crozet) (França)
  - Ilhas Ocidentais
    - Ilha dos Porcos (Île aux Cochons) (46° 06' S 50° 14' E)
    - Os dois maiores rochedos
      - Recifes da Heroína (Brisants de l'Héroïne)
      - Rochedo Meurthe (Rochers de la Meurthe) (46° 13' S 50° 22' E)

    - Ilha dos Pinguins (Île des Pingouins) (46° 27' S 50° 23' E)
      - Recife dos Tamariscos (Brisant du Tamaris)
      - Vela (la Chandelle)
      - Caldeirões do Inferno (les Chaudrons de l'Enfer) (provavelmente não é uma ilha mas sim uma porção da costa)
      - Ilha Riou (Île Riou)
      - Quiosque (le Kiosque)
      - Rochedo da Arca (Rocher de l'Arche)

    - Ilhotas dos Apóstolos (Îlots des Apôtres) (45° 58' S 50° 27' E)
      - Pedra (le Caillou)
      - Palhaço (le Clown)
      - Cárcere (le Donjon)
      - Bigorna (l'Enclume)
      - Grande Agulha (la Grande Aiguille)
      - Ilha Grande (Grand Île) (a maior ilha das Ilhotas dos Apóstolos)
      - Hangar (le Hangar)
      - Gêmeos (les Jumeaux)
      - Obelisco (l'Obélisque)
      - Rochedo Furado (Rocher Percé)
      - Pequena Agulha (la Petite Aiguille)
      - Ilha Pequena (Petite Île) (a segunda maior ilha das Ilhotas dos Apóstolos)
      - Rochedo Rachado (Rocher Fendu)
      - Rochedo Norte (Rocher Nord) (a terceira maior ilha das Ilhotas dos Apóstolos)
      - Rochedo Sul (Rocher Sud)
      - 00|Sentinelas do Diabo (les Sentinelles du Diable)
      - 00|Sentinela Perdido (la Sentinelle Perdue)
      - Torpedeiro (le Torpilleur)

  - Ilhas Orientais
    - Ilha da Possessão (Île de la Possession) (46° 24' S 51° 46' E)
      - Pedra Carrée (Roche Carrée)
      - Pedra Levantada (Roche Debout)
      - Rochedos dos Monges (Rochers des Moines)
      - Pedra Furada (Roche Percée)
      - Rochedo Piramidal (Rocher Pyramidal)
      - Rochedos da Sorte (Rochers de la "Fortune")

    - Ilha do Leste (Île de l'Est) (46° 26' S 52° 18' E)
      - Véu (la Voile) (Pequeno rochedo ao sul da Ilha do Leste)

- Ilhas Diego Ramírez (56° 30' S 68° 43' O) (Chile)

- Ilha Heard e Ilhas McDonald (HIMI) (53° S 73° E) (Austrália)
  - Ilha Heard (53° 06' S 73° 31' E)
  - Ilhas McDonald (53° 03' S 72° 37' E)

- Ilhas Ildefonso (55° 44' S 69° 26' O) (Chile)

- Ilhas Kerguelen (49° 15' S 69° 35' E) (França)

- Ilha Macquarie (54° 37' S 158° 51' E) (Austrália)

- Ilhas Príncipe Eduardo (Predefinição:Coor dmss) (África do Sul)
  - Ilha Marion (Predefinição:Coor dmss)
  - Ilhas Príncipe Eduardo (Predefinição:Coor dmss)

- Ilha de Amesterdã (Île Amsterdam) (França)

- Ilha de São Paulo (Île Saint-Paul) (França)

- As Armadilhas (48° 01' S 166° 32' E) (Nova Zelândia)

- Ilhas Geórgia do Sul e Sandwich do Sul (Reino Unido; reivindicado pela Argentina)
  - Geórgia do Sul e suas ilhas associadas
    - a ilha principal (Ilha Geórgia do Sul) e suas ilhas circundantes
      - Ilha Geórgia do Sul, a ilha maior principal (54° 15' S 36° 45' O) (variação de nomes: Ilha de São Pedro, Ilhota de Geórgia, Ilha Geórgia do Sul, Süd-Georgien ou South Georgia Main Island ou historicamente Ilha Roché)
      - Ilha Bird (54° S 38° 03' O)
      - Ilha Annenkov (54° 29' S 37° 05' O)
      - Ilha Cooper (54° 48' S 35° 47' O)
      - Ilhas Pickersgill (54° 37' S 36° 45' O)
      - Ilhas Welcome (53° 58' S 37° 29' O)
      - Ilhas Willis (54° S 38° 11' O)
        - Ilha Trindade (54° S 38° 10' O)

      - Rochedos Negros (54° 08' S 36° 38' O)

    - O Rochedos Shag e o Rochedo Negro
      - Rochedos Shag (53° 33' S 42° 02' O) 185 km a oeste-noroeste da Ilha Geórgia do Sul
      - Rochedo Negro (53° 39' S 41° 48' O) 169 km a oeste-noroeste da Ilha Geórgia do Sul e 16 km sudeste dos Rochedos Shag

    - Rochedos Clerke (55° 01' S 34° 41' O) 56 km a leste-sudeste da Ilha Geórgia do Sul

  - Ilhas Sandwich do Sul (57° 45' S 26° 30' O)
    - Ilhas Traversay e Candelária
      - Ilhas Traversay (56° 36' S 27° 43' O)
        - Ilha Leskov
        - Ilha Visokoi
        - Ilha Zavodovski

      - Ilhas Candelárias (57° 03' S 26° 43' O)
        - Ilhas Candelária
        - Ilha Vindication

    - Ilha Bristol
    - Ilha Montagu
    - Ilha Saunders
    - Thule Meridional
      - Ilha Bellingshausen
      - Ilha Cook
      - Ilha Thule

- Arquipélago de Tristão da Cunha e suas ilhas associadas (Reino Unido)
  - Ilha Tristão da Cunha (Predefinição:Coor dmss), a maior ilha principal relativamente (98 km²)
    - Ilha Inacessível (37° 19' S 12° 44' O) (10 km²)
    - Ilha Nightingale (2 km²)
      - Ilha Nightingale (Predefinição:Coor dmss) (1.8 km²)
      - Ilha Middle (0.1 km²)
      - Stoltenhoff (0.1 km²)

  - Ilha de Gonçalo Álvares (40° 20' S 10° O) (Diego Alvarez) (91 km²)

## Lista de ilhas antárticas (ao sul do paralelo 60° sul)
Todas estas ilhas são abrangidas pelos termos do Tratado da Antártida.

### A
- Ilha Adams (66° 33' S 92° 35' E).

- Ilha Adelaide ou Ilha Adelaida ou Ilha Belgrano - lado oeste da Península Antártica (67° 15' S 68° 30' O)

- Ilha Alexandre I ou Terra de Alexandre I ou Isla Alejandro I (71° S 70° O) (reivindicada pelo Reino Unido, Chile e Argentina)

- Ilha Antuérpia ou Isla Amberes (64° 33' S 63° 35' O)

### B
- Ilhas Balleny (66° 55' S 163° 45' E) (reivindicada pela Nova Zelândia)
  - Ilha Buckle (66° 39' S 163° 03' E) (reivindicada pela Nova Zelândia)
  - Ilha Sabrina (66° 57' S 163° 17' E) (reivindicada pela Nova Zelândia)
  - Ilha Sturge (67° 25' S 164° 44' E) (reivindicada pela Nova Zelândia)
  - Ilha Young (66° 17' S 162° 25' E) (reivindicada pela Nova Zelândia)

- Ilha Bear (68° 11' S 67° 04' O)
- Ilha Bearing ou Ilha Direction (64° 33' S 62° 02' O)
- Ilha Berkner ou Geleira Berkner ou Ilha Hubley (79° 30' S 49° 30' O)
- Ilhas Biscoe
- Ilha Booth (65° 05' S 64° O)
- Ilha Bowman (65° 17' S 103° 07' E)
- Ilha Brabant (64° 15' S 62° 20' O)
- Ilha Breaker (64° 46' S 64° 07' O)
- Ilha Burke (73° 08' S 105° 06' O)
- Ilhas Burkett (66° 56' S 50° 19' E)

### C
- Ilha Carney (73° 57' S 121° O)
- Ilha Charcot ou Terra de Charcot (69° 45' S 75° 15' O)
- Ilha Christine (64° 48' S 64° 02' O)
- Ilha Cormorant (64° 48' S 63° 58' O)
- Ilha Coulman (73° 05' S 169° 06' E) (no Mar de Ross, reivindicada pela Nova Zelândia)

- Ilha Cuverville (64° 41' S 62° 38' O) - lado oeste da Península Antártica

### D
- Ilha Danco ou Ilha Dedo (64° 44' S 62° 37' O) - lado oeste da Península Antártica

- Ilhas Debenham (68° 08' S 67° 07' O)
  - Ilhas Barry (Ilhas Debenham) (68° 08' S 67° 07' O)

- Ilha Decepção
- Ilha DeLaca (64° 47' S 64° 07' O)
- Ilha Direction ou Ilha Bearing (64° 33' S 62° 02' O)
- Ilha Doumer
- Ilha Dream (64° 44' S 64° 14' O)
- Ilha Drygalski (65° 45' S 92° 30' E)
- Ilha Dundee (63° 30' S 55° 55' O)

### E
- Ilha Eichorst (64° 47' S 64° 04' O)
- Rochedos Elefante (64° 46' S 64° 05' O)
- Ilha Enterprise ou Ilha Nansen do Norte ou Isla Lientur ou Ilha Nansen Norte (64° 32' S 62° O)

### F
- Ilhas Flat (Baía Holme) (67° 36' S 62° 49' E)

- Ilhas Fletcher (66° 53' S 143° 05' E)

### G
- Ilha Grant (74° 28' S 131° 35' O)

### H
- Ilha Halfway (64° 45' S 64° 12' O)
- Ilha Henderson (66° 22' S 97° 10' E)
- Ilha Hermit (64° 48' S 64° 02' O)
- Ilha Hoseason (63° 44' S 61° 41' O)
- Ilha Humble (64° 46' S 64° 06' O)

### I
- Ilha Inacessível (77° 39' S 166° 21' E)
- Ilha Inexpressível (74° 54' S 163° 43' E)

### J
- Ilha James Ross - lado leste da Península Antártica
- Ilha Janus (64° 47' S 64° 06' O)
- Ilha Jenny (67° 44' S 68° 24' O)

- Grupo de Ilhas Joinville
  - Ilha Joinville (63° 15' S 55° 45' O)
  - Ilha D'Urville (63° 05' S 56° 20' O)
  - Ilha Dundee (63° 30' S 55° 55' O)
  - Ilha Bransfield (63° 11' S 56° 36' O)

### L
- Ilha Laggard (64° 49' S 64° 02' O)
- Ilha Latady (70° 45' S 74° 35' O)
- Ilha Liège (64° 02' S 61° 91' O{{#coordinates:}}: longitude inválida)
- Ilha Limítrofe (64° 48' S 64° 01' O)
- Ilha Lipps (64° 46' S 64° 07' O)
- Ilha Litchfield (64° 46' S 64° 06' O)
- Ilha Livingston (62° 36' S 60° 30' O)

### M
- Ilha Manning (69° 21' S 76° 20' E)
- Ilha Masson ou Ilha Mission (66° 08' S 96° 35' E)
- Ilha Mill (65° 30' S 100° 40' E)
- Ilha Millerand (68° 09' S 67° 13' O)

### N
- Ilha Nansen ou Ilha Nansen do Sul (64° 35' S 62° 06' O)
- Rochedo Nelson (67° 23' S 62° 45' E)
- Ilha Nansen do Norte ou Ilha Enterprise ou Ilha Lientur ou Ilha Nansen Norte (64° 32' S 62° O)
- Ilha Neny ou Ilhas Neny (68° 12' S 67° 03' O)

### O
- Ilha Ohlin ou Ilha Bailys (63° 30' S 60° 07' O)
- Ilha Ouellette (64° 47' S 64° 25' O)
- Ilhas Outcast (64° 49' S 64° 08' O)

### P
- Ilha Paulet (63° 35' S 55° 47' O) - ilhota a sudeste da Ilha Dundee
- Ilha Pedro I (reivindicada pela Noruega)
- Ilha Petermann (Território de Nova Oscland)
- Geleira Pobeda

- Ilhas Possessão (71° 56' S 171° 10' E)
  - Ilha Possessão (71° 52' S 171° 12' E)

### R
- Ilha Renaud
- Ilha Robertson (65° 10' S 59° 37' O)
- Ilha Rongé (64° 43' S 62° 41' O)
- Ilha Roosevelt (no Mar de Ross) (79° 25' S 162° O, (reivindicada pela Nova Zelândia)
- Ilha Ross (no Mar de Ross) (77° 40' S 168° E) (reivindicada pela Nova Zelândia)
- Ilhas Rouse (Predefinição:Coor dmss)

### S
- Ilha Scott (67° 24' S 179° 55' O) (reivindicada pela Nova Zelândia)
- Ilha Shepard (74° 25' S 132° 30' O)
- Ilha Shortcut
- Ilha Siple (73° 39' S 125° O)
- Ilhas Órcades do Sul (60° 35' S 45° 30' O), Argentina de facto reivindicada pelo Reino Unido)
  - Ilha Coroação
  - Ilhas Larsen (60° 36' S 46° 04' O)
  - llha Laurie
  - Ilhas Inacessíveis (60° 34' S 46° 44' O)
  - Ilhas Powell
  - Ilhas Robertson ou Ilhas Robertsons (60° 46' S 45° 09' O)
  - Ilha Signy

- Ilhas Shetland do Sul (62° S 58° O) (reivindicada pela Argentina, Chile e Reino Unido
  - Ilha Bridgeman (menor) (62° 04' S 56° 44' O)
  - Ilha Clarence (61° 12' S 54° 05' O)
  - Ilha Cornuália (61° 04' S 54° 28' O)
  - Ilha Decepção (62° 57' S 60° 36' O)
  - Ilha Elefante (61° 01' S 54° 54' O)
  - IIlha Gibbs (61° 28' S 55° 34' O)
  - Ilha Greenwich (62° 31' S 59° 47' O)
  - Ilha Meia-Lua (menor)
  - Ilha do Rei George ou Île du Roi Georges ou Isla 25 de Mayo ou Isla Rey George ou Isla Veinticinco de Mayo ou King George´s Island ou König Georg Insel ou Waterloo Island (a maior das Ilhas Shetland do Sul) (62° 23' S 58° 67' O{{#coordinates:}}: longitude inválida)
  - Ilha Livingston (62° 36' S 60° 30' O)
  - Ilha Baixa (63° 17' S 62° 09' O)
  - Ilha Nelson (62° 18' S 59° 03' O)
  - Ilha Pinguim (62° 06' S 57° 54' O) (menor - uma das muitas Ilhas Pinguim da região antártica)
  - Ilha Robert (62° 24' S 59° 30' O)
  - Ilha Rowett (61° 17' S 55° 13' O) (menor)
  - Ilha Rugged (62° 38' S 61° 15' O)
  - Ilha Seal (60° 58' S 55° 24' O)
  - IIlha Smith (63° S 62° 30' O)
  - Ilha da Neve (62° 47' S 61° 23' O)
- Ilha Spaatz (73° S 75° O)
- Rochedo Split (64° 47' S 64° 03' O)
- Ilha Spume (64° 48' S 64° 07' O)
- Rochedos Stepping (64° 47' S 64° O)
- Ilha Stonington (68° 11' S 67° O)
- Rochedos Surge (64° 47' S 64° 04' O)

### T
- Ilha Thurston (72° 06' S 99° O)
- Ilha Torgersen (64° 46' S 64° 05' O)
- Ilha Torre (63° 33' S 59° 51' O)
- Ilha Trindade (63° 45' S 60° 44' O)

### U
- Ilha Ufs
- Ilha Umber
- Ilhas Ungane
- Ilha Unneruskollen
- Ilha Upper
- Ilha Useful
- Ilha Utholmen

### V
- Ilha Vásquez (64° 55' S 63° 25' E)

- Ilha Vega

### W
- Ilha Welch (67° 34' S 62° 56' E)
- Ilha Wiencke (64° 54' S 63° 43' O)
- Rochedos Williams (67° 26' S 62° 46' E)

- Ilhas Windmill (66° 20' S 110° 28' E)
  - Ilhas Allison (66° 21' S 110° 29' E)
  - Ilha Ardery (66° 22' S 110° 27' E)
  - Ilha Austral (66° 30' S 110° 39' E)
  - Rochedo Bailey (66° 17' S 110° 32' E)
  - Ilha Beall (66° 18' S 110° 29' E)
  - Ilha Birkenhauer (66° 29' S 110° 37' E
  - Ilha Boffa (66° 28' S 110° 37' E)
  - Ilha Borrello (66° 19' S 110° 22' E)
  - Ilha Bosner (66° 27' S 110° 36' E)
  - Ilha Bousquet (66° 25' S 110° 41' E)
  - Ilha Boving (66° 17' S 110° 31' E)
  - Ilha Cloyd (66° 25' S 110° 33' E)
  - Ilhas Cronk (66° 19' S 110° 25' E)
  - Ilha Denison (66° 18' S 110° 27' E)
  - Rochedo Fitzpatrick (66° 16' S 110° 30' E)
  - Ilha Ford (66° 24' S 110° 31' E)
  - Recife Gibney (66° 15' S 110° 30' E)
  - Ilha Griffith (66° 20' S 110° 29' E)
  - Ilha Hemphill (66° 23' S 110° 34' E)
  - Ilha Herring (66° 24' S 110° 38' E)
  - Ilha Holl (66° 25' S 110° 25' E)
  - Ilha Hollin (66° 19' S 110° 24' E)
  - Ilha Kilby (66° 16' S 110° 31' E)
  - Ilha McIntyre (66° 14' S 110° 34' E)
  - lha Odbert (66° 22' S 110° 33' E)
  - Ilha Peterson (66° 28' S 110° 30' E)
  - Ilha Pidgeon (66° 19' S 110° 27' E
  - Ilha Shirley (66° 17' S 110° 30' E)
  - Ilhas Smith (66° 18' S 110° 27' E)

### Y
- Ilha Yoke
- Ilha Yseult
- Ilha Ytrehovdeholmen

### Z
- Ilha Zavadovskiy
- Ilha Zavala
- Ilha Zebil
- Ilhas Zed
- Ilha Zigzag
- Ilha Zukriegel
- Ilha Zverino